# マギー・ライリー
マギー・ライリー（Maggie Reilly、1956年9月15日 - ）は、スコットランドのグラスゴー出身のミュージシャン。マイク・オールドフィールドとのコラボレーションで有名である。

## 経歴
1956年、スコットランドのグラスゴーに生まれる。クラブ・バンドのシンガーだった父親の影響で幼い頃から歌に親しむ。1970年、14歳で最初のシングル「Imagine Me」をレコーディングするが、リリースはされずに終わる。まもなく、キーボーディストのスチュワート・マッキロップと出会い、「JOE COOL」を結成する。その後、他のローカルバンドのメンバーが加わって、スコティッシュ・ファンキー・ロック・バンド「ケイドー・ベル (Cado Belle) 」となり、1976年にキース・オルセンのプロデュースで唯一のアルバム『ケイドー・ベル』を発表する。さらに翌1977年にはシングルを発表するが、1978年に分裂し解散する。
ケイドー・ベル解散後、1980年にマイク・オールドフィールドと出会い、「ムーンライト・シャドウ」「トゥ・フランス」等のシングルでボーカルを担当して脚光を浴びた。1990年代にはソロ活動を再開し、1992年にデビュー・アルバム『エコーズ - 永遠の旋律（しらべ）』をリリースした。

## ディスコグラフィ
| - ミュージシャン名、『日本版タイトル』、海外版タイトル、（リリース年）の順に記載している。 - 本人名義（省略名（M.R.）も含む）のものはミュージシャン名を省略。 - 日本版がリリースされていないもの（北欧版しかリリースされていないSave It for a Rainy Day等）は日本版タイトルなし。 |

### ソロ

#### アルバム
- 『エコーズ - 永遠の旋律』 Echoes （1992年）
- 『ミッドナイト・サン』 Midnight Sun （1993年）
- 『エレーナ』 Elena （1996年）
- All the Mixes （1996年） ※M.R.名義
- The Best of Maggie Reilly, There and Back Again （1997年）
- 『スタークロスド』 Starcrossed （2000年）
- Save It for a Rainy Day （2002年）
- 『ローワン』 Rowan （2006年）
- 『ルッキング・バック、ムーヴィング・フォワード』 Looking Back, Moving Forward （2009年）
- 『ヘヴン・セント』 Heaven Sent （2013年）

#### シングル
- As Tears Go By （1984年）
- Everytime We Touch （1992年）
- Wait （1992年）
- Tears in the Rain （1992年）
- Follow the Midnight Sun （1993年）
- Every Single Heartbeat （1993年）
- Don't Wanna Lose （1994年）
- Walk on By （1996年）
- Walk on By - The Mixes （1996年）
- To France - The Mixes （1996年）
- To France - The Mixes part II （1997年）
- Listen to Your Heart - The Mixes （1997年）
- Listen to Your Heart - The Mixes part II （1997年）
- One Little Word （1998年）
- Always You （2000年）
- Adelena （2000年）

### グループ
- ケイドー・ベル 『ケイドー・ベル』 Cado Belle （1976年）

### 主なコラボレーション
- マイク・オールドフィールド 『QE2』 QE2 （1980年）
- マイク・オールドフィールド 『ファイブ・マイルズ・アウト』 Five Miles Out （1982年）
- マイク・オールドフィールド 『クライシス』 Crises （1983年）
- マイク・オールドフィールド 『ディスカバリー』 Discovery （1984年）
- フレアーク Sleight of Hand (1986年)
- ジュリアン・ワーディング Du schaffst es!（1994年）
- ジュリアン・ワーディング＆ヴィクター・ラズロ 『エンジェル・ライク・ユー』 Engel Wie Du（1994年）